# 李猷 (書法家)
李猷（1915年—1997年），字嘉有，晚號龍磵老人。江蘇常熟人。民初書法家。
就讀虞山國學專校，畢業後考入交通銀行。工書法，早年受教於楊圻、張鴻、金鶴衝等人，尤精於小楷，善篆刻。1945年流寓台灣，1979年退休。晚年被淡江大學聘為中文系兼任教授。有齋室名“紅並樓”。著有《紅並樓詩》、《紅並樓文存》、《紅並樓詩文集續》等。1997年卒於台北。

## 腳註
1. ↑  . catalog.digitalarchives.tw.   [2022-04-23]. （原始内容存档于2012-10-19）. 李猷（1914-1996），字嘉有，江蘇常熟人。祖父簡庭公，擅楷書；父楞伽公擅畫花鳥，並以丹青之術聞名鄉里；伯父古愚公擅書畫篆刻，為吳昌碩入室弟子；另伯父琴琛則是古琴名手。先生六歲時，父楞伽公為其延攬醇儒翁忍華先生，指導他遍讀家藏四部叢刊中之詩文，歷時十載。1930年，入楊雲史門下研修詩文，同年與蔡香芝女士結婚。1931年考入虞山國學專校，隔年加入蘇州「中國國學會」，稍後得章太炎、陳石遺二位先生的指導。1950年因與錢新之先生同訪杜月笙先生，得杜夫人孟小冬女士青睞，收為弟子，深入中國戲劇領域，專習老生。1934年考入交通銀行，1954年隨錢新之先生等人一同到台灣，其時擔任交通銀行秘書處副處長，在台期間仍致力於詩學研究，並與彭醇士、梁寒操、成惕軒、臺靜農、劉太希、曹容等文人相互往來。1973年，先生所著之《近代詩選評介》由商務印書館出版。1979年自交通銀行退休，至淡江大學中文系兼任教授，同年完成國劇劇本《雙雲傳》。1986年，於國立歷史博物館舉行第一次書法個展。1996年，不幸車禍，辭世於台北仁愛醫院。 先生書法得力家學淵源，稚童之齡便熟悉唐代歐陽詢楷書「九成宮」和南通張寄直先生法帖；十三歲開始操刀治印，至此書印雙藝不離於身。其各種書體均有表現，篆尚古意、隸重漢唐、楷行博採多家，作品卓然出眾，風格不刻意求其外像蒼樸，而以內蘊深厚取勝。此外，他認為下筆以思考第一、經驗第二，要求書者體察各書體特色，切勿以為勤書善寫便可達到高超，即是書法的標竿是練習與不斷的自我反省。先生如是書不過一技，立品第一，堪為書家終身標竿。